# Expectations (álbum de Bebe Rexha)
Expectations é o álbum de estréia da cantora e compositora norte-americana Bebe Rexha. Foi lançado em 22 de junho de 2018 pela Warner Bros.. O álbum foi anunciado após o sucesso do seu hit em colaboração com o duo-country Florida Georgia Line, "Meant to Be". Expectations foi colocado em pré-encomenda no dia 13 de abril de 2018, com o lançamento de dois singles promocionais: "Ferrari" e "2 Souls on Fire". O álbum também inclui o primeiro single oficial, "I'm a Mess", lançado em 15 de junho de 2018. O álbum inclui os singles "I Got You" e "Meant to Be" de All Your Fault: Pt. 1 e All Your Fault: Pt. 2, respectivamente.

## Fundo
Após o lançamento de All Your Faut: Pt. 2, Bebe começou a provocar novas canções para uma terceira parte na série All Your Fault, com seu gestor registrando o seu lançamento. No entanto, parecia que os planos tinham mudado, como Bebe revelou que seu próximo projeto seria chamado de Expectations através de um tweet em novembro de 2017. Rexha revelou a arte da capa em 8 de abril de 2018, e que o álbum estaria disponível para pré-encomenda no dia 13 de abril.

## Lançamento e promoção
"I Got You" e "Meant to Be" foram inicialmente lançadas como primeiro e segundo single dos EPs de Rexha, All Your Fault: Pt. 1 e All Your Fault: Pt. 2, respectivamente. Seguindo sucesso de ambas, as faixas mais tarde vieram a ser incluídas no Expectations.
"Ferrari" e "2 Souls on Fire", o último com a participação de Quavo do trio Migos, foram lançados como singles promocionais para o álbum no dia 13 de abril de 2018.
"I'm a Mess" foi lançado como o primeiro single exclusivo do álbum em 15 de junho, após um lançamento de rádio nos Estados Unidos.

## Recepção da crítica
| Críticas profissionais | Críticas profissionais |
| Pontuações agregadas   | Pontuações agregadas   |
| Fonte                  | Avaliação              |
| ---------------------- | ---------------------- |
| Metacritic             | 65/100                 |
| Avaliações da crítica  |                        |
| Fonte                  | Avaliação              |
| AllMusic               | [ 18 ]                 |
| The Guardian           | [ 19 ]                 |
| Idolator               | [ 20 ]                 |
| The Independent        | [ 21 ]                 |
| NME                    | [ 22 ]                 |
| Rolling Stone          | [ 23 ]                 |
| The Quietus            | [ 24 ]                 |

No Metacritic, que atribui uma nota média ponderada de 100 a críticas da crítica mainstream, o álbum recebeu uma pontuação média de 65, com base em seis avaliações, indicando "revisões geralmente favoráveis". Neil Z. Yeung da AllMusic, viu o álbum como "uma melhora em seu trio de lançamentos de EPs que consegue apresentar um pop maduro e inovador da variedade escura e introspectiva" e concluiu: "Embora possa se beneficiar de algum aperto, Expectations afirma proezas de composição de Rexha, ouvido para os ganchos cativantes e a capacidade de puxar emoção da rádio pop de outra forma útil." Craig Jenkins da Vulture, se referiu ao álbum como "uma vitrine para a versatilidade de seu instrumento, que é ao mesmo tempo alto e vigoroso e também um pouco pálido, capaz de atingir marcas incríveis em seu registro superior ao custo de chegar um pouco estridente." Ele elogiou especialmente as idéias intrigantes do álbum, letras lúdicas e ganchos memoráveis, apelidando-o de "um dos prazeres mais fáceis da semana."
Ilana Kaplan e Nick Hasted do The Independent, destacaram as baladas do álbum "Grace" e "Knees", descrevendo Expectations como um "álbum cheio de ofertas pop imperfeitas, autodepreciativas e que impõem limites". Mike Nied do Idolator, afirmou que o álbum "captura perfeitamente o espírito da superstar" e que "a voz muito reconhecível de Rexha é absolutamente fascinante". No entanto, ele opinou que a inclusão de "Meant to Be" "parece fora de lugar", apesar de ser "seu maior sucesso até hoje". Nick Levine da NME percebeu Rexha mais como uma "cantora emo", enquanto Courtney E. Smith, do Refinery29, descreveu Rexha como uma "anti-herói" e uma "mulher perigosa brincando com temas de depressão, falta de autocontrole e imprevisibilidade". Além disso, Smith expressou que a cantora "fez um trabalho magistral de pintar uma cena niilista na qual ela é uma observadora, e às vezes uma narradora não confiável", mas enfatizou a falta de "impressão autobiográfica". Sarah Grant, da Rolling Stone, escreveu que em Expectations, Rexha "se pinta como uma heroína presa em uma torre de marfim de sua própria autoria, mas seu registro superior sugere sensibilidade mais que vingança", chamando-o de "um impressionante álbum de estreia cheio de nostalgia mágoa." Tommy Monroe do The Quietus afirmou que "algumas faixas não têm energia", no entanto, ele descreveu Rexha como "nenhuma cantora comum" e "uma camaleoa que pode alternar os vocais, misturar-se com qualquer som e encontrar ritmo com qualquer tempo".
Em uma crítica negativa, Laura Snapes da The Guardian, criticou o uso excessivo do Auto-Tune e da "busca desesperada de uma identidade" em todo o álbum, citando "Ferrari" como a "única canção remotamente distinta".

## Lista de faixas
| Standard edition |                                          |                                                                                   |                                                 |         |  |
| N.º              | Título                                   | Compositor(es)                                                                    | Produtor(es)                                    | Duração |  |
| 1.               | "Ferrari"                                | Bleta Rexha Asia Whiteacre Jason Evigan                                           | Evigan Gian Stone [a]                           | 3:32    |  |
| 2.               | "I'm a Mess"                             | Rexha Shelly Peiken Meredith Brooks Jussi Karvinen Justin Tranter                 | Jussifer Devon Corey [a]                        | 3:15    |  |
| 3.               | "2 Souls on Fire" (com Quavo)            | Rexha Quavious Marshall Lauren Christy Jussi Karvinen Aaron Zuckerman             | Jussifer Zuckerman [b]                          | 2:50    |  |
| 4.               | "Shining Star"                           | Rexha Christy Scott Carter Alexander Prawl Dre Pinckney Jacqetta Singleton        | Ali P Robot Scott Pinckney                      | 3:06    |  |
| 5.               | "Knees"                                  | Rexha David Garcia Josh Miller                                                    | Garcia                                          | 3:26    |  |
| 6.               | "I Got You"                              | Rexha Ben Berger Christy Jacob Kasher Hindlin Ryan McMahon Ryan Rabin             | Captain Cuts                                    | 3:11    |  |
| 7.               | "Self Control"                           | Rexha Christy Andrew Wells                                                        | Wells Corey [a]                                 | 2:54    |  |
| 8.               | "Sad"                                    | Rexha Stefan Johnson Jordan Johnson Marcus Lomax Whiteacre Oliver Peterhof        | The Monsters and the Strangerz Corey [a] German | 3:05    |  |
| 9.               | "Mine"                                   | Rexha Chauncey Hollis, Jr. Nathalia Marshall Lionchild Lance Shipp Rachel Kennedy | Hit-Boy Corey [a]                               | 2:51    |  |
| 10.              | "Steady" (com Tory Lanez)                | Rexha Daystar Peterson Louis Bell Whiteacre                                       | Bell                                            | 3:14    |  |
| 11.              | "Don't Get Any Closer"                   | Rexha Scott Harris Karvinen Emily Warren                                          | Jussifer Corey [a]                              | 2:48    |  |
| 12.              | "Grace"                                  | Rexha Christy Wells                                                               | Wells Corey [a]                                 | 3:16    |  |
| 13.              | "Pillow"                                 | Rexha Jonathan Yip Raymond Romulus Jeremy Reeves Raymound McCollough II Whiteacre | The Stereotypes Corey [a]                       | 3:36    |  |
| 14.              | "Meant to Be" (com Florida Georgia Line) | Rexha Tyler Hubbard David Garcia Josh Miller                                      | Willshire Joey Moi [a]                          | 02:43   |  |
| Duração total:   | Duração total:                           | Duração total:                                                                    | Duração total:                                  | 43:47   |  |

| Faixas bônus da edição Japonesa |                                                        |                                                  |                                                 |         |  |
| N.º                             | Título                                                 | Compositor(es)                                   | Produtor(es)                                    | Duração |  |
| 15.                             | "I Can't Stop Drinking About You" (Chainsmokers Remix) | Rexha Stefan Johnson Jordan Johnson Marcus Lomax | The Monsters and the Strangerz The Chainsmokers | 4:23    |  |
| 16.                             | "I Got You" (Cheat Codes Remix)                        | Rexha Berger Christy Hindlin McMahon Rabin       | Captain Cuts Cheat Codes                        | 3:19    |  |
| Duração total:                  | Duração total:                                         | Duração total:                                   | Duração total:                                  | 51:29   |  |

'Crédito da amostra
- "I'm a Mess" contém uma interpolação da canção de 1997, "Bitch", interpretada por Meredith Brooks.
- "Mine" contém uma interpolação da canção de 1995" "Gangsta's Paradise", interpretada por Coolio com L.V.

Notas
- ↑[a]  significa um produtor vocal adicional.
- ↑[b]  significa um produtor adicional.

## Desempenho nas tabelas musicais
| Paradas (2018)                        | Melhor posição |
| ------------------------------------- | -------------- |
| Alemanha (Offizielle Deutsche Charts) | 55             |
| Austrália (ARIA)                      | 19             |
| Áustria (Ö3 Austria Top 40)           | 71             |
| Bélgica (Ultratop Valônia)            | 73             |
| Bélgica (Ultratop Flandres)           | 53             |
| Canadá (Albums Chart)                 | 16             |
| Escócia (Official Scottish Albums)    | 28             |
| Eslováquia (ČNS IFPI)                 | 73             |
| Espanha (PROMUSICAE)                  | 54             |
| Estados Unidos (Billboard 200)        | 13             |
| Irlanda (IRMA)                        | 40             |
| Noruega (VG-lista)                    | 37             |
| Nova Zelândia Heatseeker (RMNZ)       | 1              |
| Países Baixos (Dutch Charts)          | 58             |
| Reino Unido (Official Albums Chart)   | 33             |
| República Tcheca (ČNS IFPI)           | 60             |
| Suíça (Schweizer Hitparade)           | 31             |